# Daldinia palmensis
Daldinia palmensis är en svampart som beskrevs av M. Stadler, Wollw. & Tichy 2004. Daldinia palmensis ingår i släktet Daldinia och familjen kolkärnsvampar.   Inga underarter finns listade i Catalogue of Life.